# Crohn Island
Crohn Island ist eine Insel vor der Küste des ostantarktischen Enderbylands. Sie liegt 800 m östlich der Insel Beaver Island am Kopfende der Amundsenbucht.
Teilnehmer einer Mannschaft der Australian National Antarctic Research Expeditions sichteten und benannten die Insel im Jahr 1956. Namensgeber ist der Leiter dieser Mannschaft, der deutsch-australischen Geologe Peter Wolfgang Israel Crohn (1925–2015).